# 신들의 전쟁 (2011년 영화)
《신들의 전쟁》(Immortals)은 2011년 개봉한 미국의 판타지 영화이다. 그리스 신화의 테세우스, 미노타우로스, 티타노마키아를 소재로 하고있다.

## 출연
- 헨리 카빌 - 테세우스
  - 로버트 네일러 - 어린 테세우스
- 스티븐 도프 - 스타브로스
- 루크 에번스 - 제우스
  - 존 허트 - 노인
- 이저벨 루커스 - 아테나
- 켈런 러츠 - 포세이돈
- 프리다 핀토 - 파이드라
- 미키 루크 - 히페리온
- 조지프 모건 - 리산데르
- 피터 스테빙스 - 헬리오스
- 대니얼 샤먼 - 아테나
- 애나 데이존스 - 아이트라
- 그레그 브릭 - 니코메데스
- 코리 세비어 - 아폴론
- 스티브 바이어스 - 헤라클레스
- 로버트 마이예 - 미노타우로스
- 로마노 로르차리 - 이카로스
- 앨런 밴스프랭 - 다레이오스
- 스티븐 맥해티 - 카산데르
- 마크 마걸리스 - 신사제
- 게이비 먼로 - 아카마스
- 타마스 메니하르트 - 헤라클리온